# Machaerium quinata
Machaerium quinata är en ärtväxtart som först beskrevs av Jean Baptiste Christophe Fusée Aublet, och fick sitt nu gällande namn av Noel Yvri Sandwith. Machaerium quinata ingår i släktet Machaerium och familjen ärtväxter.

## Underarter
Arten delas in i följande underarter:
- M. q. parviflorum
- M. q. quinata